# Ej guld och rikedom jag har
Ej guld och rikedom jag har är en psalm av Erik Gustav Geijer från 1812. Melodin är Välsignat vare Jesu namn.
Psalmen inleds 1819 med orden:
Ej guld och rikedom jag har,
Min lott är ringa vorden; 
Men jag i himlen har en Far,
Om intet stöd på jorden.

## Publicerad i
- 1819 års psalmbok som nr 281 under rubriken "Kristligt sinne och förhållande ".
- 1937 års psalmbok som nr 406 under rubriken "Trons bevisning i levnaden".